# Hela himlen
Hela himlen, släppt i november 2003, är ett studioalbum av det svenska dansbandet Barbados. Det är första albumet med Mathias Holmgren som bandets sångare, som tog över efter Magnus Carlsson.

## Låtlista
1. "Hela himlen"
2. "Det sista tåget"
3. "Andas in, andas ut"
4. "Tuff lust"
5. "Stanna här hos mig"
6. "Man måste våga"
7. "Min sol"
8. "Sanningen"
9. "Ge dig nu"
10. "Vi får, vi kan, vi vill"
11. "Till er"
12. "Just nu"
13. "Bye Bye" (bonusspår)
14. "Något som kan hända" ("Anyone of Us (Stupid Mistake)") (bonusspår)
15. "Somebody Mentioned Your Name" (bonusspår)

## Listplaceringar
| Lista (2003-2004) | Topplacering |
| ----------------- | ------------ |
| Sverige           | 13 .         |